# پارامونت گلوبال
پارامونت گلوبال (انگلیسی: Paramount Global) شرکت رسانه‌های گروهی آمریکایی است، که در زمینه تولید فیلم، مدیریت شبکه‌های تلویزیونی و رسانه‌های دیجیتال، انتشارات و ساخت محتوا فعالیت می‌کند. این شرکت مالک شبکه گسترده‌ای از شرکت‌ها و شبکه‌های رسانه‌ای در کشورهای مختلف می‌باشد، که برای نمونه می‌توان به؛ پارامونت پیکچرز و تله‌ویژن، سایمون اند شوستر، استودیوهای سی‌بی‌اس، سی‌بی‌اس نیوز، پخش تلویزیونی سی‌بی‌اس و سی‌بی‌اس اینتراکتیو، سی‌دابلیو، مجموعه شبکه‌های ام‌تی‌وی و شوتایم، کمدی سنترال، نیکلودئون، ویدکان و ویاکام اینترنشنال اشاره کرد.
شرکت ویاکام سی‌بی‌اس در ماه دسامبر سال ۲۰۱۹ از ادغام دارایی‌های شرکت سی‌بی‌اس و شرکت ویاکوم تأسیس شد. دفتر مرکزی این شرکت در ساختمان وان استور پلازا، در منهتن، نیویورک قرار دارد و بخشی از سهام آن در بازار بورس نیویورک معامله می‌شود.